# Radulphius strandi
Radulphius strandi är en spindelart som beskrevs av Lodovico di Caporiacco 1947. Radulphius strandi ingår i släktet Radulphius och familjen sporrspindlar.
Artens utbredningsområde är Guyana. Inga underarter finns listade i Catalogue of Life.